# Campionato europeo di pallanuoto 1987 (femminile)
La IIª edizione del campionato europeo di pallanuoto femminile sì è disputata dal 16 al 23 agosto a Strasburgo, in Francia. Per la prima volta la competizione è stata inserita all'interno del programma dei campionati europei di nuoto.
Le sette squadre partecipanti erano inserite in unico girone in cui si sono affrontate tutte l'una contro l'altra. L'Olanda ha bissato il titolo conquistato ad Oslo due anni prima, precedendo sul podio l'Ungheria e le padrone di casa della Francia.

## Risultati
- 16 agosto

| Francia     | 10 – 8 | Norvegia       |
| Paesi Bassi | 22 – 2 | Belgio         |
| Ungheria    | 16 – 5 | Germania Ovest |

- 17 agosto

| Francia     | 7 – 6  | Germania Ovest |
| Paesi Bassi | 16 – 4 | Paesi Bassi    |
| Ungheria    | 12 – 2 | Gran Bretagna  |

- 18 agosto

| Ungheria       | 20 – 7 | Belgio        |
| Paesi Bassi    | 18 – 4 | Francia       |
| Germania Ovest | 11 – 5 | Gran Bretagna |

- 20 agosto

| Germania Ovest | 11 – 6 | Belgio        |
| Ungheria       | 14 – 9 | Norvegia      |
| Francia        | 8 – 3  | Gran Bretagna |

- 21 agosto

| Paesi Bassi    | 11 - 8 | Ungheria      |
| Germania Ovest | 11 - 8 | Norvegia      |
| Belgio         | 9 - 8  | Gran Bretagna |

- 22 agosto

| Francia     | 12 – 5  | Belgio         |
| Paesi Bassi | 12 – 10 | Germania Ovest |
| Norvegia    | 12 – 10 | Gran Bretagna  |

- 23 agosto

| Norvegia    | 9 – 7  | Belgio        |
| Ungheria    | 10 – 5 | Francia       |
| Paesi Bassi | 21 – 1 | Gran Bretagna |

### Classifica
|    | Squadra        | Punti | G | V | N | P | GF  | GS | DR  |
| -- | -------------- | ----- | - | - | - | - | --- | -- | --- |
|    | Paesi Bassi    | 12    | 6 | 6 | 0 | 0 | 100 | 29 | +71 |
|    | Ungheria       | 10    | 6 | 5 | 0 | 1 | 80  | 39 | +41 |
|    | Francia        | 8     | 6 | 4 | 0 | 2 | 46  | 51 | -5  |
| 4. | Germania Ovest | 6     | 6 | 3 | 0 | 3 | 54  | 53 | +1  |
| 5. | Norvegia       | 4     | 6 | 2 | 0 | 4 | 50  | 70 | -20 |
| 6. | Belgio         | 2     | 6 | 1 | 0 | 5 | 36  | 80 | -44 |
| 7. | Gran Bretagna  | 0     | 6 | 0 | 0 | 6 | 29  | 73 | -44 |

## Classifica Finale
| Campione d'Europa | Campione d'Europa | Campione d'Europa |
| --- | ----------------- | --- |
| Paesi Bassi van Heemstra · Boering · Brander · van den Veen · van den Water · van den Heuvel · Bibo · Sindorf · Kranenburg · Libregts · Ossendrijver · Verdam · Nijenhuis · Spijker, CT: Peter van den Biggelaar |                   | |
| Argento | Ungheria          | UngheriaHuff · Szalkay · Dancsa · Eke · Justin · Vincze · Gallov · Rafael · Ernst · Kertész · Dóra · Kókai · Dénes, CT: János Konrád. |
| Bronzo | Francia           | |
| 4, | Germania Ovest    | |
| 5. | Norvegia          | |
| 6. | Belgio            | |
| 7. | Regno Unito       | |

## Fonti
- (EN) Todor66.com - Sport statistics Archive, su todor66.com. URL consultato il 5 agosto 2015 (archiviato dall'url originale il 14 febbraio 2016).